# Salonsaari (ö i Birkaland, Sydvästra Birkaland)
Salonsaari är en ö i Finland.   Den ligger i kommunen Sastamala i den ekonomiska regionen  Sydvästra Birkaland och landskapet Birkaland, i den sydvästra delen av landet, 170 km nordväst om huvudstaden Helsingfors.